# نزع الكافيين

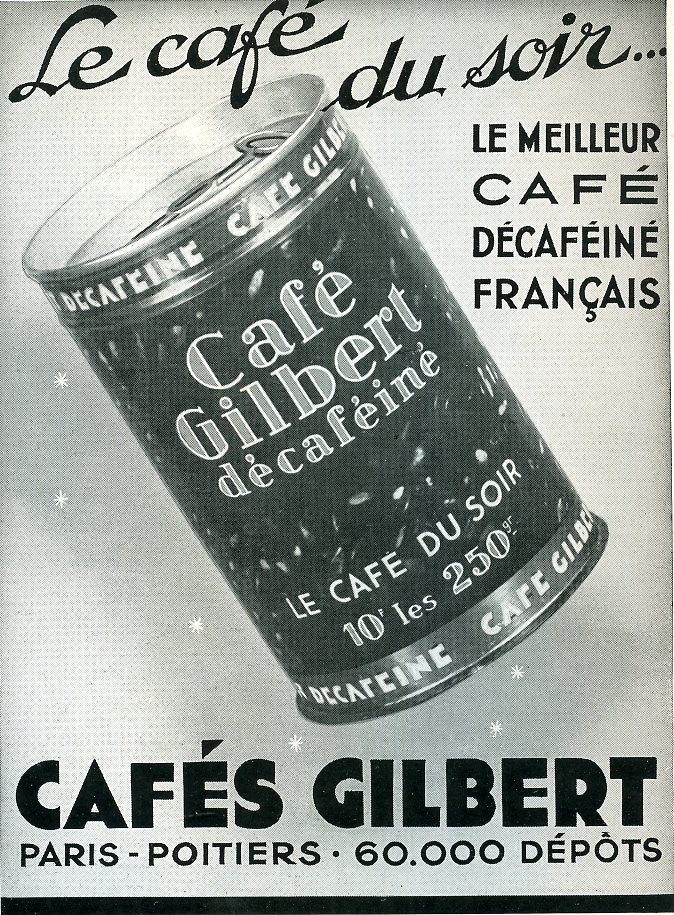

نزع الكافيين وتسمى قهوة ديكاف (Decaffeination) هي عملية لإزالة الكافيين من حبوب البن، الكاكاو، أوراق الشاي وغيرها من المواد التي تحتوي على الكافيين. وبالرغم من إزالة معظم الكافيين، فإن العديد من المشروبات الخالية من الكافيين لا تزال تحمل نسبة تتراوح من 1-2% من الكافيين الأصلي المتبقي فيها، ولقد وجدت الأبحاث أن بعض مشروبات القهوة المنزوعة الكافيين يمكن أن تحتوي على حوالي 20% من الكافيين الأصلي.

## نزع الكافيين من القهوة
عزل فريدليب فرديناند رونجه الكافيين النقي من حبوب البن لأول مرة في عام 1820، عندما سمع الشاعر يوهان غوته عن عمله في خلاصة البلادونا وطلب منه إجراء تحليل لحبوب البن. على الرغم من نجاح رونج في عزل المادة الكيميائية، إلا أنه لم يتعلم الكثير عن كيمياء الكافيين، ولم يسعى لاستخدام هذه العملية تجاريًا لإنتاج قهوة منزوعة الكافيين.

### عمليات نزع الكافيين
يمكن نزع الكافيين من القهوة باستخدام مجموعة متنوعة من الطرق. تحدث هذه الإجراءات قبل التحميص وقد تستخدم المذيبات العضوية مثل ثنائي كلورو ميثان أو أسيتات الإيثيل أو ثاني أكسيد الكربون فوق الحرج أو الماء لاستخراج الكافيين من الحبوب مع ترك المواد الأولية للنكهة أقرب ما يمكن إلى حالتها الأصلية.

### طريقة مباشرة
اخترع التاجر الألماني لودفيج روزيليوس وزملاؤه أول عملية ناجحة تجاريًا لإزالة الكافيين في عام 1903، بعد أن لاحظ روزيليوس أن شحنة من حبوب البن غارقة عن طريق الخطأ في مياه البحر قد فقدت معظم محتوى الكافيين بها دون أن تفقد الكثير من نكهتها. تم تسجيل براءة اختراع هذه العملية في عام 1906، وتضمنت تبخير حبوب البن بأحماض أو قواعد مختلفة، ثم استخدام البنزين كمذيب لإزالة الكافيين. تم بيع القهوة منزوعة الكافيين بهذه الطريقة باسم مقهى هاج بعد ذلك قام بتسمية الشركة (شركة تجارة القهوة) في معظم أوروبا، مثل مقهى سانكا Café Sanka في فرنسا ولاحقًا كقهوة ماركة باسم سانكا في الولايات المتحدة. هاج وسانكا هما الآن علامتان تجاريتان عالميتان لشركة كرفت فودز.

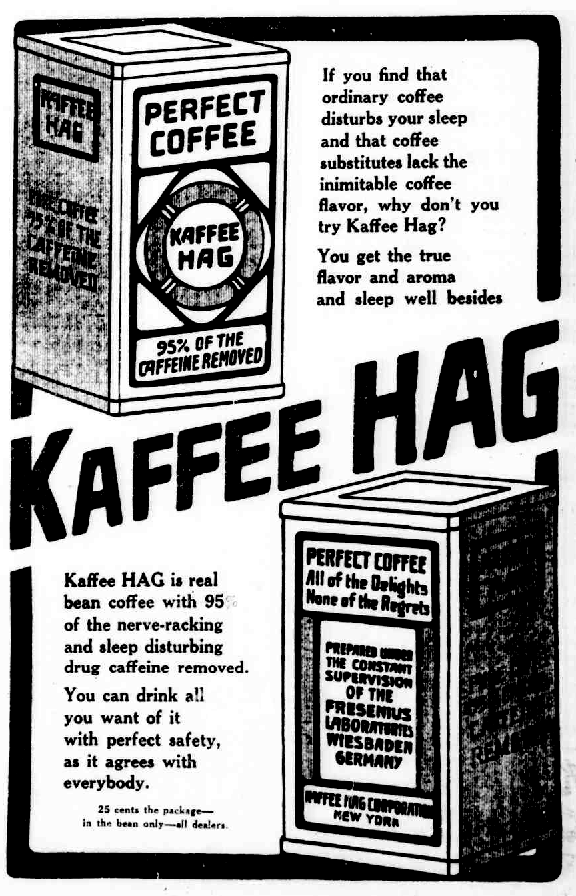
1914 إعلان في صحيفة أمريكية عن قهوة مقهى هاج منزوعة الكافيين

استمرت الطرق المشابهة لتلك التي طورها روزيليوس لأول مرة في السيطرة، وتُعرف أحيانًا باسم طريقة المذيبات العضوية المباشرة. ومع ذلك، بسبب المخاوف الصحية المتعلقة بالبنزين (الذي يُعرف اليوم بأنه مادة مسرطنة)، مذيبات أخرى، مثل ثنائي كلورو ميثان أو أسيتات الإيثيل التي تُستخدم الآن. يتم طهي الفاصوليا غير المحمصة (الخضراء) على البخار أولاً ثم شطفها بالمذيب الذي يستخلص الكافيين، مع ترك المكونات الأخرى غير متأثرة إلى حد كبير. تتكرر العملية من 8 إلى 12 مرة حتى يفي محتوى الكافيين بالمعيار المطلوب (تمت إزالة 97٪ من الكافيين وفقًا لمعيار الولايات المتحدة، أو 99.9٪ خالٍ من الكافيين بالكتلة وفقًا لمعايير الاتحاد الأوروبي).

### طريقة غير مباشرة
هناك اختلاف آخر في طريقة روزيليوس وهو طريقة المذيبات العضوية غير المباشرة. في هذه الطريقة، بدلاً من معالجة الحبوب مباشرة، يتم نقعها أولاً في الماء الساخن لعدة ساعات، ثم إزالتها. يتم معالجة المياه المتبقية بالمذيبات (مثل ثنائي كلورو ميثان أو أسيتات الإيثيل) لاستخراج الكافيين من الماء. كما هو الحال في الطرق الأخرى، يمكن بعد ذلك فصل الكافيين عن المذيب العضوي عن طريق التبخر البسيط. يتم إعادة تدوير نفس الماء من خلال هذه العملية المكونة من خطوتين بدُفعات جديدة من الفاصوليا. يتم الوصول إلى التوازن بعد عدة دورات، حيث يكون الماء والفول متشابهين في التركيب باستثناء مادة الكافيين. بعد هذه النقطة، يكون الكافيين هو المادة الوحيدة التي تمت إزالتها من الحبوب، لذلك لا تفقد قوة القهوة أو النكهات الأخرى. ونظرًا لاستخدام الماء في المرحلة الأولية من هذه العملية، يُشار أحيانًا إلى الطريقة غير المباشرة لإزالة الكافيين باسم «معالجة المياه». تم ذكر هذه الطريقة لأول مرة في عام 1941، وقد بذل الناس جهودًا كبيرة لجعل العملية أكثر «طبيعية» وعملية قائمة على الماء من خلال إيجاد طرق لمعالجة الكافيين من الماء بطرق تتجنب استخدام المذيبات العضوية.

### عملية المياه السويسرية

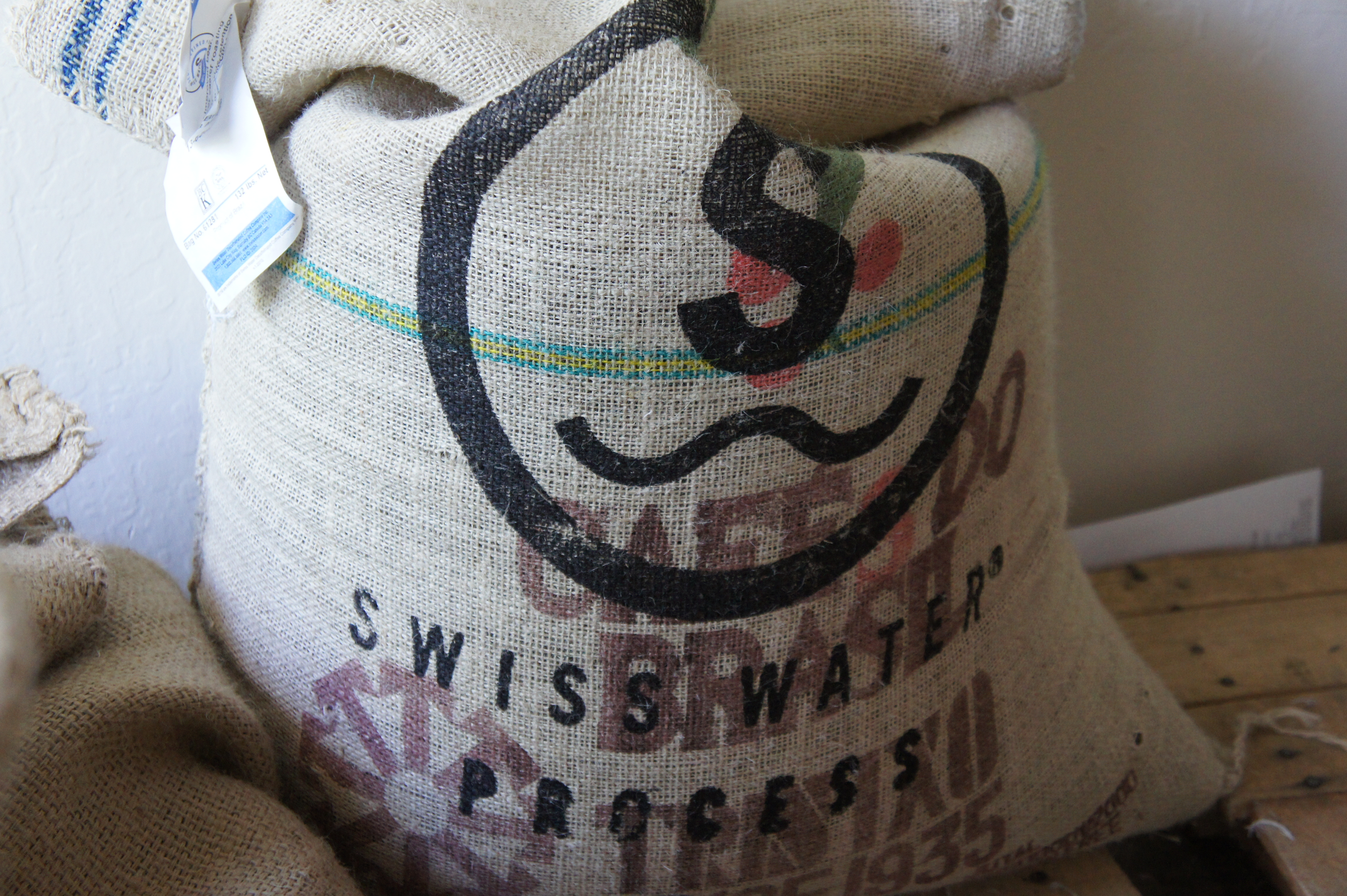
كيس من حبوب البن الخضراء منزوعة الكافيين بواسطة عملية المياه السويسرية.

الطريقة البديلة لإزالة الكافيين من القهوة هي عملية المياه السويسرية. لا تستخدم هذه العملية أي مذيبات عضوية، وبدلاً من ذلك يتم استخدام الماء فقط لإزالة الكافيين، وهي تقنية تم تطويرها لأول مرة في سويسرا في عام 1933، وتم تسويقها بواسطة شركة كوفيكس اس ايه Coffex SA في عام 1980. تم تقديم عملية المياه السويسرية من قبل شركة القهوة السويسرية منزوعة الكافيين في برنابي، كولومبيا البريطانية، كندا في عام 1988.
تستخدم العملية مستخلص البن الأخضر (GCE) لآلية استخلاص الكافيين. مستخلص القهوة الخضراء عبارة عن محلول يحتوي على مكونات قابلة للذوبان في الماء من القهوة الخضراء باستثناء الكافيين، يتم الحصول عليها عن طريق نقع حبوب البن الخضراء في الماء الساخن، ثم ترشيحها من خلال مرشح الفحم المنشط لإزالة جزيئات الكافيين. تتم إضافة الفاصوليا الطازجة التي تحتوي على الكافيين والمكونات الأخرى إلى محلول GCE، حيث يؤدي اختلاف الضغط المتدرج بين GCE (وهي خالية من الكافيين) والقهوة الخضراء (الغنية بالكافيين) إلى هجرة جزيئات الكافيين من القهوة الخضراء في الحملة العالمية للتعليم. ونظرًا لأن GCE مشبع بالمكونات الأخرى القابلة للذوبان في الماء من القهوة الخضراء، فإن جزيء الكافيين فقط ينتقل إلى GCE؛ يتم الاحتفاظ بعناصر القهوة الأخرى القابلة للذوبان في الماء في القهوة الخضراء. ثم يتم تمرير محلول GCE الغني بالكافيين حديثًا عبر مرشحات الكربون المنشط لإزالة الكافيين مرة أخرى، وتتكرر العملية. تستغرق عملية الدُفعات المستمرة من 8 إلى 10 ساعات لتلبية الهدف النهائي المتبقي منزوع الكافيين.
كما طور مهندس الطعام الشهير تورون أتراس غارين عملية لإزالة الكافيين من القهوة.

### عملية ثلاثي الجليسريد
تنقع حبوب البن الخضراء في ماء ساخن / محلول قهوة لسحب الكافيين إلى سطح الحبوب. بعد ذلك، تُنقل الحبوب إلى حاوية أخرى وتُغمر في زيوت القهوة التي تم الحصول عليها من القهوة المطحونة وتُترك لتنقع.
بعد عدة ساعات من ارتفاع درجات الحرارة، يزيل ثلاثي الجليسريد الموجود في الزيوت الكافيين، ولكنه لا يزيل النكهة من الحبوب. حيث تنفصل الحبوب عن الزيوت وتجفف. تتم إزالة الكافيين من الزيوت التي يعاد استخدامها لنزع الكافيين من دفعة أخرى من الفول. وتعتبر هذه الطريقة اتصال مباشر لنزع الكافيين.

### عملية CO2فوق الحرجة
يعتمد علماء الأغذية أيضًا على ثاني أكسيد الكربون فوق الحرج (sCO2) كوسيلة لإزالة الكافيين. والذي تمّ تطويره بواسطة كورت زوسل، وهو عالم في معهد ماكس بلانك، ويستخدم ثاني أكسيد الكربون (CO2)، مع تسخينه وضغطه فوق نقطته الحرجة لاستخراج الكافيين. وتُطهى حبوب البن الخضراء على البخار ثم تُضاف إلى وعاء عالي الضغط. يتم تدوير خليط من الماء وثاني أكسيد الكربون عبر الوعاء عند 300 ضغط جوي و 65 درجة مئوية (149 درجة فهرنهايت). عند هذا الضغط ودرجة الحرارة يكون ثاني أكسيد الكربون سائل فوق حرج له خصائص في منتصف المسافة بين الغاز والسائل. يذوب الكافيين في ثاني أكسيد الكربون. لكن المركبات التي تساهم في نكهة القهوة المخمرة غير قابلة للذوبان إلى حد كبير في ثاني أكسيد الكربون وتبقى في الحبة. وفي وعاء منفصل يتم تنقية مادة الكافيين من ثاني أكسيد الكربون بمياه إضافية. ثمّ يتمّ إعادة تدوير ثاني أكسيد الكربون إلى وعاء الضغط.

## محتوى الكافيين في القهوة

### محتوى الكافيين في القهوة منزوعة الكافيين
لضمان جودة المنتج، يُطلب من الشركات المصنعة اختبار حبوب البن منزوعة الكافيين حديثًا للتأكد من أن تركيز الكافيين منخفض نسبيًا. كما يتطلب تقليل محتوى الكافيين بنسبة 97٪ على الأقل بموجب معايير الولايات المتحدة. يوجد أقل من 0.1٪ كافيين في القهوة منزوعة الكافيين وأقل من 0.3٪ في القهوة سريعة التحضير منزوعة الكافيين في كندا. كما وتستخدم العديد من شركات القهوة كروماتوجرافيا سائلة عالية الأداء (HPLC) لقياس كمية الكافيين المتبقية في حبوب البن.
ومع ذلك، نظرًا لأن HPLC يمكن أن يكون مكلفًا للغاية، فقد بدأت بعض شركات القهوة في استخدام طرق أخرى مثل التحليل الطيفي للأشعة تحت الحمراء القريبة (NIR). على الرغم من أن HPLC دقيق للغاية، إلا أن التحليل الطيفي NIR أسرع وأرخص وأسهل في الاستخدام بشكل عام.
أخيرًا، هناك طريقة أخرى تستخدم عادةً لقياس الكافيين المتبقي، وهي تشمل التحليل الطيفي المرئي فوق البنفسجي: وهي مفيدة لعمليات إزالة الكافيين التي تتضمن ثاني أكسيد الكربون فوق الحرج، حيث لا يمتص ثاني أكسيد الكربون في نطاق الأشعة فوق البنفسجية المرئية.
هذا وأظهرت دراسة مضبوطة في عام 2006 في جامعة ولاية فلوريدا على عشر عينات من القهوة منزوعة الكافيين المحضرة من المقاهي أن بعض الكافيين قد بقي. أربعة عشر إلى عشرين كوبًا من هذه القهوة منزوعة الكافيين تحتوي على قدر كافٍ من الكافيين يساوي كوبًا واحدًا من القهوة العادية.
وقد احتوت أكواب عينات القهوة التي تبلغ 473 مل (16 أونصة) على مادة الكافيين في حدود 8.6 مجم إلى 13.9 مجم. وفي دراسة أخرى للعلامات التجارية الشهيرة للقهوة منزوعة الكافيين، تراوح محتوى الكافيين من 3 مجم إلى 32 ملغ. في المقابل، يحتوي كوب 237 مل (8 أونصات) من القهوة العادية على 95-200 ملغ من الكافيين، و 355 ملغ (12 أونصة) من كوكاكولا تحتوي على 36 ملغ.
اختبرت هاتان الدراستان محتوى الكافيين في القهوة المخمرة في المتجر، مما يشير إلى أن الكافيين قد يكون بقايا من القهوة العادية المقدمة بدلاً من القهوة منزوعة الكافيين بشكل ضعيف.

## ديكافيتو
اعتبارًا من عام 2009، تقدمت زراعة حبوب البن التي لا تحتوي على مادة الكافيين. حيث تمت صياغة مصطلح «ديكافيتو» لوصف هذا النوع من القهوة، وتم تسجيله كعلامة تجارية في البرازيل.
تم توضيح إمكانية صنع القهوة من نوع ديكافيتو من خلال اكتشاف نوع قهوة كاريريانا الخالية من الكافيين بشكل طبيعي، والذي تم الإبلاغ عن تواجده في عام 2004. حيث يحتوي على جين سينثيز الكافيين ناقص، مما يؤدي إلى تراكم الثيوبرومين بدلاً من تحويله إلى مادة الكافيين. إما أن هذه السمة فيمكن تكاثرها في نباتات البن الأخرى عن طريق تهجينها مع قهوة كاريريانا، أو يمكن تحقيق تأثير مكافئ عن طريق القضاء على جين سينسيز الخاص بالكافيين في نباتات البن العادية.